# Alois Bischofberger
Alois Bischofberger (* 16. August 1868 in Schnepfau; † 16. Oktober 1955 in Mellau) war ein österreichischer Politiker (CS). Bischofberger war von 1919 bis 1932 Abgeordneter zum Vorarlberger Landtag.

## Leben und Wirken
Alois Bischofberger wurde am 16. August 1868 als Sohn des Metzgers und Landwirts Josef Bischofberger und seiner Frau Maria Magdalena in Schnepfau im Bregenzerwald geboren. Nach dem Besuch der Volksschule in Mellau und einem kurzen Klavier- und Orgelunterricht in Viktorsberg wurde Bischofberger wie sein Vater Landwirt. Später beschäftigte er sich auch mit der Reparatur von Stick- und Nähmaschinen, als Gastwirt sowie als Konsumverwalter. Am 22. Oktober 1900 heiratete Alois Bischofberger in Mellau seine erste Frau, Maria Barbara Feuerstein, mit der er insgesamt sechs gemeinsame Kinder bekam. Ebenfalls in seiner Heimatgemeinde Mellau wurde Bischofberger als Mitglied der Christlichsozialen Partei in die Gemeindevertretung gewählt, der er 40 Jahre lang angehörte. Außerdem war er politisch als Gemeinderat in Mellau tätig.
Am 17. Juni 1919 wurde Alois Bischofberger als Abgeordneter des Wahlbezirks Bregenz in den Vorarlberger Landtag gewählt, dem er drei Legislaturperioden lang bis zum 21. November 1932 angehörte. Bis zum 5. November 1923 war Bischofberger parallel dazu für seinen Parteikollegen Bernhard Neyer Ersatzmitglied in der Vorarlberger Landesregierung.